# Biesland (Zuid-Holland)

Wapen van de ambachtsheerlijkheid Biesland

Biesland is een voormalige gemeente in de Nederlandse provincie Zuid-Holland. Binnen de gemeentegrenzen lag het gehucht Klein-Delfgauw. 
Biesland was tot 1795 een ambachtsheerlijkheid en van 1795 tot 1798 een municipaliteit. In de Bataafse tijd was Biesland van 1798 tot 1811 een gemeente, die op 1 januari 1812 werd opgeheven; het grondgebied werd toegevoegd aan dat van de gemeente Pijnacker.
Op 1 april 1817 werd deze toevoeging ongedaan gemaakt en werd Biesland opnieuw een zelfstandige gemeente. Op 1 januari 1833 werd de gemeente opgeheven; het grondgebied werd toegevoegd aan dat van de gemeente Vrijenban.
De Polder van Biesland en de Bieslandse Bovenpolder liggen in de voormalige gemeente Biesland.